# Abchazische apsar
De Abchazische apsar is de munteenheid van Abchazië, een de facto republiek die zich in de jaren 1990 afscheidde van Georgië. De apsar werd op 22 april 2008 ingevoerd en er werden alleen herdenkingsmunten en bankbiljetten uitgegeven.
Het bleek niet mogelijk de valuta te gebruiken voor de detailhandel, die de voorkeur gaf aan de Russische roebel. Er werden herdenkingsmunten uitgegeven van prominente burgers zoals kunstenaar Aleksandre Sjarvasjidze (2009), auteur Fazil Iskander (2009) en de eerste president Vladislav Ardzinba (2008 en 2018).
| Waarde     | Kleur | Afmeting (mm) | Ontwerp Voorzijde | Ontwerp Achterzijde | Beschrijving Voorzijde                                | Beschrijving Achterzijde                             | Beschrijving Watermerk               | In roulatie sinds |
| ---------- | ----- | ------------- | ----------------- | ------------------- | ----------------------------------------------------- | ---------------------------------------------------- | ------------------------------------ | ----------------- |
| 10 apsars  | geel  | 150×65        |                   |                     | Anatolische luipaard, bronzen bijl                    | Bronzen bijl, alabasha (traditionele militaire staf) | Gezicht van een Anatolische luipaard | 10 juni 2024      |
| 25 apsars  | groen | 150×65        |                   |                     | Kop van een adelaar, adelaar in vlucht                | Abchazische soldaten                                 | Kop van een adelaar                  | 22 mei 2023       |
| 50 apsars  | blauw | 150×65        |                   |                     | Zwarte zee tuimelaars, kwallen                        | Middeleeuws oorlogsschip, zeepaardje                 | Anker in een diamant                 | 1 juni 2025       |
| 100 apsars | paars | 150×65        |                   |                     | Kaukasushert, merel op een dennentak, Kaukasus        | Dolmen en steencirkel uit de vroege bronstijd        | Kop van een Kaukasushert             | 10 juni 2024      |
| 500 apsars | bruin | 150×65        |                   |                     | Vladislav Ardzinba, Soldaten met de vlag van Abchazië | Ornament uit het wapen van Abchazië                  | Mandenvlechtpatroon                  | 29 september 2018 |